# 新发朝鲜族乡
新发朝鲜族乡（中国朝鲜语：／）是中华人民共和国内蒙古自治区呼伦贝尔市阿荣旗下辖的一个民族乡。

## 行政区划
新发朝鲜族乡下辖以下村级行政区划单位：
长发村、新发村、东光村、唐王沟村、圣水村、大有庄村和章塔尔村。